# Charles Frederick Maynard

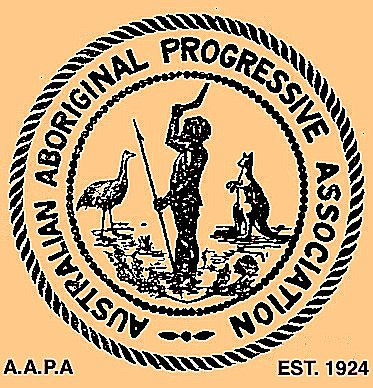
Logo van de AAPA

Charles Frederick Maynard (Hinton (New South Wales), 4 juli 1879 – Rydalmere, 9 september 1946) was een Aboriginalactivist en de oprichter van de Australian Aboriginal Progressive Association (AAPA).

## Jeugd
Fred Maynard was het derde kind van William Maynard, een Engelse arbeider en Mary Phillips, de dochter van een Wonnarua vrouw en een emigrant van Mauritius. Na de dood van zijn moeder werd hij met zijn zusjes streng opgevoed door een protestantse dominee in Maitland.

## Werkzaam leven
Maynard werkte in zijn jonge jaren onder andere als veedrijver, fotograaf, houthakker en goudzoeker. Zijn werk bracht hem naar de Kimberley, de Flinders Ranges en naar de noordkust van Australië. In Sydney werkte hij vele jaren als werfarbeider in de haven.

## Politiek activisme
Maynard werd al vroeg politiek actief. Aan het begin van de 20e eeuw kwam hij door zijn werk op de werf in contact met Afro-Amerikaanse, Zuid-Afrikaanse en West-Indische zeelieden die zich hadden verenigd in de Coloured Progressive Association. Hierdoor raakte hij bekend met internationale zwarte organisaties, waaronder de Universal Negroe Improvement Organization van Marcus Garvey.
Maynard was een charismatische man en een uitstekende spreker. In de jaren twintig organiseerde hij regelmatig protestacties en vergaderingen waarin hij gelijke rechten voor de Aboriginals eiste en misstanden aan de kaak stelde.
In 1925 richtte hij de Australian Aboriginal Progressive Association (AAPA) op. Het was de eerste politieke Aboriginalorganisatie in Australië. Door zijn politieke engagement kwam hij toenemend onder druk te staan. Maynard en de AAPA protesteerden onder andere tegen de Protection Board van New South Wales, een overheidsinstantie die Aboriginalkinderen bij hun ouders weghaalde om ze naar westerse maatstaven op te voeden. De activiteiten van Maynard waren de Board een doorn in het oog en zij deed er alles aan om hem te compromitteren. Zijn kinderen bevestigen dat hun vader regelmatig werd bedreigd.

## Leven na de politiek
In 1927 hield de AAPA op te bestaan. Het was de tijd van de Grote Depressie. Ook voor Maynard was er regelmatig geen werk.
In 1928 trouwde Fred Maynard met Minnie Critchley, een 32-jarige vrouw van Engelse afkomst. Met haar kreeg hij twee zonen en twee dochters. Hij trok zich nu steeds verder terug uit de politiek.
In 1930 werd Maynard door een vallende container op de werf verwond. Hij lag bijna een jaar in het ziekenhuis en kreeg daar diabetes mellitus. Maynard herstelde nooit meer volledig en overleed in 1946.